# Landesfeuerwehrverband Hessen
Der Landesfeuerwehrverband Hessen e. V., kurz LFV Hessen, mit Sitz in Kassel, ist der Fachverband der hessischen Feuerwehren. Er vertritt als Dachorganisation die Interessen der 32 Kreisfeuerwehrverbände (KFV), die über drei Bezirksfeuerwehrverbände (BFV) organisiert sind. Die beiden Landesgruppen Berufsfeuerwehr (BF) und Werkfeuerwehr (WF) sind ebenso ordentliche Mitglieder mit Stimmrecht. Die Hessische Jugendfeuerwehr (HJF) ist satzungsgemäß Teil des LFV Hessen. Der LFV Hessen ist Mitglied des Deutschen Feuerwehrverbandes (DFV) mit Sitz in Berlin.
Der Landesfeuerwehrverband repräsentiert die hessischen Feuerwehren im Deutschen Feuerwehrverband. Er ist Herausgeber des LFV-Infodienstes, der halbjährlich erscheint.
Der Verband und seine Mitglieder sind regelmäßig im Hessischen Landtag, in Gremien, Anhörungen und Ausschüssen in Hessen präsent, um die Positionen des hessischen Feuerwehrwesens zu vertreten.

## Geschichte
Die ersten Feuerwehrverbände im heutigen Hessen waren die heutigen Bezirksfeuerwehrverbände:
- Bezirksfeuerwehrverband Hessen-Darmstadt, gegründet am 15. September 1867 in Darmstadt
- Nassauischer Feuerwehrverband (NFV), gegründet am 27. Juli 1872 in Wiesbaden[6]
- Kurhessisch-Waldeckscher Feuerwehrverband, gegründet am 25. November 1875 in Hanau

Am 21. April 1954 gründete sich der Landesfeuerwehrverband Hessen vor dem Hintergrund der Bundesländergliederung in der Nachkriegszeit und nach jahrelangen zähen Verhandlungen in Frankfurt am Main. Die erste der Gründung folgende Verbandsversammlung fand am 10. September 1955 in Gießen statt. Der erste Hessische Feuerwehrtag wurde vom 12. bis 13. September 1969 in Bensheim ausgerichtet.
Ehrenamtlicher Präsident des Hessischen Landesfeuerwehrverbandes ist seit September 2022 Norbert Fischer.

### Ehemalige ehrenamtliche Präsidenten
- 1970er bis 1988 Wilfried Köbler
- 1988 Richard Meister
- 1989 bis 1991 Otto Schaaf
- 1991 bis 1995 Jürgen Domke
- 1996 bis 2022 Ralf Ackermann
- seit 2022 Norbert Fischer

## Aufgaben
Die Förderung des Feuerschutzes, Arbeitsschutzes, Katastrophen- und Zivilschutzes wird insbesondere verwirklicht durch die Erfüllung folgender Aufgaben:
- die Förderung des Feuerwehrwesens in Hessen,
- die Vertretung der Interessen der Feuerwehren,
- die Pflege der Grundsätze des freiwilligen Brandschutzes, insbesondere durch Informations- und Ausbildungsveranstaltungen,
- die Förderung des Brand- und Katastrophenschutzes, der Allgemeinen Hilfe, des Umweltschutzes und des Rettungsdienstes,
- die Unterstützung und Förderung der sozialen Vorsorge für die Feuerwehrmitglieder,
- die Förderung der gesundheitlichen Vorsorge der Feuerwehrmitglieder von Beginn der Mitgliedschaft bis zum Ausscheiden, besonders durch Präventionsmaßnahmen zusammen mit den Versicherungsträgern,
- die Mitgestaltung der Aus- und Fortbildung der Feuerwehrmitglieder,
- die Durchführung von Öffentlichkeitsarbeit, Brandschutzerziehung und -aufklärung,
- die Zusammenarbeit mit den am Brandschutz interessierten und den verantwortlichen Stellen und Organisationen im In- und Ausland,
- die Betreuung und Förderung der Jugendfeuerwehren im Land Hessen, die in der Hessischen Jugendfeuerwehr organisiert sind,
- die Pflege und Förderung der Feuerwehrmusik in den Hessischen Feuerwehren,
- die Pflege und Förderung der Kindergruppen der Feuerwehren im Land Hessen.

## Organe
Die Organe des Landesfeuerwehrverbandes Hessen sind:
- Verbandsversammlung
- Landesfeuerwehrausschuss
- Präsidium

## Arbeitsweise
Der Landesfeuerwehrverband Hessen unterhält in Kassel eine Geschäftsstelle mit mehreren hauptamtlichen Mitarbeitern. Jeder Verbandsvorsitzende eines hessischen Kreisfeuerwehrverbandes ist im Landesfeuerwehrausschuss vertreten. Die Vorsitzenden der Bezirksfeuerwehrverbände gehören dem Präsidium an.
Die Positionen des LFV Hessen basieren auf den Ergebnissen der 12 Bereiche innerverbandlicher Facharbeit, deren Erkenntnisse sowohl der politische Verbandsarbeit, als auch der Öffentlichkeit zur Verfügung stehen.

## Feuerwehrangehörige
Im Jahr 2016 waren in den mehr als 2.400 Feuerwehren rund 73.600 aktive Feuerwehrangehörige registriert, der Frauenanteil betrug hierbei 12,0 %. Hinzu kamen etwa 1.700 Berufsfeuerwehrleute und 2.200 Werkfeuerwehrleute.

### Jugend- und Kinderfeuerwehr
Wesentliches Instrument der Nachwuchsgewinnung sind die Jugendfeuerwehren und die Kinderfeuerwehren (für Kinder ab 6 Jahre). In den rund 2.000 Jugendfeuerwehren sind 25.000 Jungen und Mädchen in der originären Jugendfeuerwehr und 3.400 in der Kinderfeuerwehr aktiv. Interessenvertretung der Jugendfeuerwehren ist die im Jahr 1964 gegründete Hessische Jugendfeuerwehr im Landesfeuerwehrverband Hessen.

#### Ehrungen
Die Florian-Medaille der Hessischen Jugendfeuerwehr wird seit 1981 in Anerkennung der Verdienste in und um die Jugendarbeit in den Feuerwehren des Landes Hessen von der Hessischen Jugendfeuerwehr im Landesfeuerwehrverband Hessen verliehen.
Seit September 2019 gibt es eine Ehrung für Kindergruppenbereuer, welche in den Stufen Bronze, Silber und Gold verliehen wird. Der Besitz der vorherige Stufe ist nicht erforderlich.

### Feuerwehrwettbewerbe

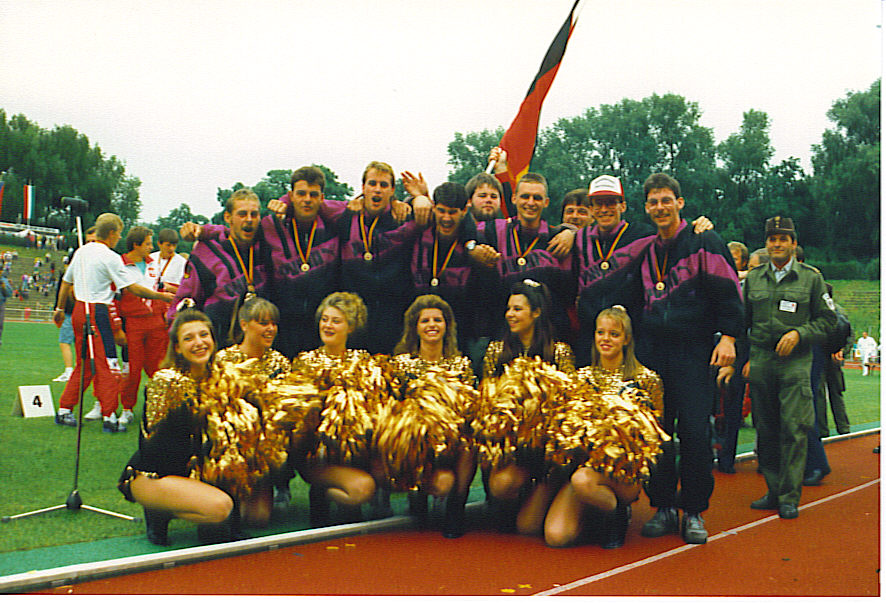
X. Internationale Feuerwehrsportwettkämpfe 1993 in Berlin, Sieger in der Disziplin Löschangriff – FF Beselich-Obertiefenbach

Vom Land Hessen werden jährlich Hessische Feuerwehrleistungsübungen auf Kreis-, Bezirks- und Landesebene ausgeschrieben bzw. veranstaltet. Sie beinhalten einen theoretischen Teil (Fragebogenbeantwortung) und einen praktischen Teil (Feuerwehrübung mit Brandbekämpfung und Menschenrettung unter Anwendung von Atemschutz und Digitalfunk).
Einzelne Freiwillige Feuerwehren aus Hessen beteiligen sich auch an Feuerwehrleistungswettbewerben, die vom LFV Hessen organisiert und unterstützt werden. Durch Ausscheidungswettkämpfe auf Landes- und Bundesebene qualifizieren sich immer wieder hessische Mannschaften für die alle vier Jahre stattfindenden Internationalen Feuerwehrwettkämpfe des Weltfeuerwehrverbandes CTIF. Bei den Traditionellen Internationalen Feuerwehrwettbewerben wurde die Freiwillige Feuerwehr Nidderau-Eichen im Juli 1985 in Österreich Weltmeister. Bei den Internationalen Feuerwehrsportwettkämpfen des CTIF im Juli 1993 in Berlin siegte die Freiwillige Feuerwehr Beselich-Obertiefenbach in der Disziplin Löschangriff und wurde Weltmeister, nachdem sie vier Jahre zuvor bei dieser so genannten Feuerwehrolympiade in Warschau/Polen den 3. Platz und die Bronzemedaille errang.